# Тиме, Томас
Томас Тиме (нем. Thomas Thieme; род. 29 октября 1948, Веймар) — немецкий актёр театра и кино.

## Биография
Томас Тиме получил актёрское образование в Берлинской государственной драматической школе, работал в театрах Магдебурга и Галле. В 1981 году Тиме подал документы на выезд в Западную Германию и в 1984 году легально покинул ГДР.
В 1984—1990 годах Тиме служил в драматическом театре во Франкфурте-на-Майне, затем три года работал в венском Бургтеатре. В 1993—1997 году состоял в труппе берлинского Театра на Ленинер-плац. В 1998 году вновь отправился в Вену, где играл в «Казино на Шварценбергплац». Спустя года Тиме перешёл на работу в Немецкий драматический театр в Гамбурге. Тиме также работал в Немецком национальном театре в Веймаре. Томас Тиме много снимается на телевидении и в кино.

## Фильмография
- 1973: Erziehung vor Verdun — Der große Krieg der weißen Männer
- 1974: Телефон полиции — 110 / Polizeiruf 110: Nachttaxi
- 1975: Лотта в Веймаре / Lotte in Weimar
- 1978: Der gepuderte Mann im bunten Rock oder Musjöh lebt gefährlich
- 1982: Mein Vater ist ein Dieb
- 1988: Дело на двоих / Ein Fall für zwei — Die einzige Chance
- 1994: Лемго / Lemgo
- 1994: Das Phantom — Die Jagd nach Dagobert
- 1997: Место преступления / Tatort — Willkommen in Köln
- 1999: Fette Welt
- 1999: Warten ist der Tod
- 2001: Мнения сторон / Taking Sides — Der Fall Furtwängler
- 2003: Похитители яиц / Eierdiebe
- 2004: Бункер / Der Untergang
- 2005: Der Vater meiner Schwester
- 2005: Место преступления / Tatort — Requiem
- 2006: Жизнь других / Das Leben der Anderen
- 2007: Der geheimnisvolle Schatz von Troja
- 2007: Duell in der Nacht
- 2008: Комплекс Баадера — Майнхоф / Der Baader Meinhof Komplex
- 2009: Эффи Брист / Effi Briest
- 2009: Krupp — Eine deutsche Familie
- 2009: Человек из дворца / Der Mann aus der Pfalz
- 2009: Дверь / Die Tür
- 2009: Любовь за стеной / Liebe Mauer
- 2009: Liebling, weck die Hühner auf
- 2009: Мужское дело / Männersache
- 2009: Берлин 36 / Berlin 36
- 2009: Ein Dorf sieht Mord
- 2009: Mörder auf Amrum
- 2010: Letzter Moment
- 2010: Место преступления / Tatort — Vergessene Erinnerung
- 2010: Aghet — Ein Völkermord
- 2011: Der ganz große Traum
- 2011: Mörderisches Wespennest
- 2011: Wer wenn nicht wir
- 2011: Отель Люкс / Hotel Lux
- 2011: Бастард / Bastard
- 2011: Tatort — Das Dorf
- 2012: Tod einer Brieftaube
- 2012: Роммель / Rommel
- 2013: Адлон. Семейная сага / Das Adlon. Eine Familiensaga
- 2013: Робин Гуд / Robin Hood
- 2013: Ein weites Herz — Schicksalsjahre einer deutschen Familie
- 2013: Der Tote im Watt
- 2013: Mörderische Jagd
- 2013: Das letzte Wort
- 2013: В дикой земле / In einem wilden Land
- 2014: Ein Fall für Zwei — Verhängnisvolle Freundschaft
- 2014: Mord in Aschberg
- 2014: Glückskind
- 2017: Старики-разведчики / Kundschafter des Friedens